# Affin geometria
A matematika, azon belül a geometria területén használatos az affin geometria fogalma. Két ekvivalens módon is értelmezhető.
A fogalom értelmezhető egyfelől úgy, hogy mellőzzük az euklideszi geometria metrikus fogalmait , azaz a távolságok és szögek használatát elhagyjuk, és csak a metrikafüggetlen fogalmakat használjuk, mint a párhuzamosságot. Az affin geometriát gyakran a párhuzamosok vizsgálatával azonosítják, mert alapvető tétele a Playfair-axióma. Az axióma kimondja, hogy egy adott e egyeneshez és P ponthoz található egy, és csak egy olyan egyenes, amely párhuzamos e-vel és áthalad P-n. Az alakzatok összehasonlítása az affin geometriában az affin transzformációk segítségével történik. 
Másfelől a lineáris algebra fogalomkörében az affin tér egy ponthalmaz és egy transzformációhalmaz alkotta rendezett párként értelmezhető. A közös halmazban a pontok bijektív leképezések oly módon, hogy minden (P, Q) pontpárra létezik egyértelműen egy transzformáció, amely a P pontot a Q pontra képezi le. A transzformációk a függvénykompozíció műveletével vektorteret alkotnak valamely test, jellemzően a valós számtest felett.

## Axiomatikus definíció
Affin geometriának nevezzük az olyan {\displaystyle {\mathfrak {P}}} és {\displaystyle {\mathfrak {E}}} (pont- illetve egyeneshalmazokból) képzett {\displaystyle ({\mathfrak {P}},{\mathfrak {E}})} rendezett párokat, amelyekre adott egy {\displaystyle I\subset {\mathfrak {P}}\times {\mathfrak {E}}} (metszési) reláció, valamint egy {\displaystyle \|\subset {\mathfrak {E}}\times {\mathfrak {E}}} (párhuzamossági) reláció a következő tulajdonságokkal: 
1. Két különböző {\displaystyle A} és {\displaystyle B} pontra pontosan egy olyan {\displaystyle e} egyenes létezik, amely mindkét pontot metszi, azaz {\displaystyle AIe} és {\displaystyle BIe} egyaránt fennáll. Ezt az egyenest az egyszerűség kedvéért szokás {\displaystyle AB} egyenesként is emlegetni.
2. Minden egyenes legalább két pontot metsz.
3. A párhuzamossági reláció ekvivalenciareláció.
4. Egy adott {\displaystyle A} ponthoz és adott {\displaystyle e} egyeneshez pontosan egy olyan {\displaystyle e'} egyenes létezik, amely metszi az {\displaystyle A} pontot és párhuzamos az {\displaystyle e} egyenessel.
5. Ha adott egy {\displaystyle ABC} háromszög (három nem egy egyenesen fekvő pont), valamint két {\displaystyle A'} és {\displaystyle B'} úgy, hogy az {\displaystyle AB} egyenes párhuzamos az {\displaystyle A'B'} egyenessel, akkor létezik egy olyan {\displaystyle C'} pont, amelyre az {\displaystyle AC} egyenes párhuzamos az {\displaystyle A'C'} egyenessel és a {\displaystyle BC} egyenes párhuzamos a {\displaystyle B'C'} egyenessel.